# Argentine aux Jeux olympiques d'hiver de 1948
Cet article contient des informations sur la participation et les résultats de l'Argentine lors des Jeux olympiques d'hiver de 1948 à Saint-Moritz en Suisse. L'Argentine était représentée par 9 athlètes. La délégation argentine n'a pas récolté de médaille.

## Délégation
Le tableau suivant montre le nombre d'athlètes argentins dans chaque discipline :
| Sport     | Hommes | Femmes | Total |
| --------- | ------ | ------ | ----- |
| Bobsleigh | 3      | 0      | 3     |
| Ski Alpin | 6      | 0      | 6     |
| Total     | 9      | 0      | 9     |

## Résultats

### Ski Alpin
Hommes
| Athlète           | Discipline | Manche 1            | Manche 1 | Manche 2     | Manche 2 | Total        | Total |
| Athlète           | Discipline | Temps               | Place    | Temps        | Place    | Temps        | Place |
| ----------------- | ---------- | ------------------- | -------- | ------------ | -------- | ------------ | ----- |
| Julio Cernuda     | Descente   |                     |          |              |          | 4 min 46 s 4 | 95    |
| Pablo Rosenkjer   | Descente   |                     |          |              |          | 4 min 36 s 2 | 93    |
| Gino de Pellegrín | Descente   |                     |          |              |          | 4 min 25 s 2 | 91    |
| Otto Jung         | Descente   |                     |          |              |          | 4 min 09 s 3 | 85    |
| Luis de Ridder    | Descente   |                     |          |              |          | 3 min 50 s 2 | 68    |
| Justo del Carril  | Descente   |                     |          |              |          | 3 min 46 s 2 | 63    |
| Otto Jung         | Slalom     | 1 min 54 s 1        | 56       | 1 min 21 s 6 | 46       | 3 min 15 s 7 | 53    |
| Pablo Rosenkjer   | Slalom     | 1 min 53 s 7 (+5 s) | 55       | 1 min 34 s 2 | 55       | 3 min 27 s 9 | 56    |
| Luis de Ridder    | Slalom     | 1 min 32 s 2        | 44       | 1 min 20 s 2 | 41       | 2 min 52 s 4 | 42    |
| Gino de Pellegrín | Slalom     | 1 min 29 s 8        | 40       | 1 min 23 s 5 | 47       | 2 min 53 s 3 | 43    |

Combiné homme
| Athlète           | Slalom       | Slalom       | Slalom | Total (descente + slalom) | Total (descente + slalom) |
| Athlète           | Manche 1     | Manche 2     | Place  | Points                    | Place                     |
| ----------------- | ------------ | ------------ | ------ | ------------------------- | ------------------------- |
| Luis de Ridder    | 2 min 46 s 3 | 1 min 20 s 9 | 67     | 80,11                     | 63                        |
| Pablo Rosenkjer   | 1 min 45 s 3 | 1 min 34 s 6 | 59     | 84,62                     | 64                        |
| Otto Jung         | 1 min 45 s 2 | 1 min 26 s 1 | 55     | 66,05                     | 56                        |
| Gino de Pellegrín | 1 min 40 s 8 | 1 min 27 s 2 | 50     | 73,29                     | 60                        |

### Bobsleigh
| Equipage | Athlètes                         | Discipline | Manche 1     | Manche 1 | Manche 2     | Manche 2 | Manche 3     | Manche 3 | Manche 4     | Manche 4 | Total        | Total |
| Equipage | Athlètes                         | Discipline | Temps        | Place    | Temps        | Place    | Temps        | Place    | Temps        | Place    | Temps        | Place |
| -------- | -------------------------------- | ---------- | ------------ | -------- | ------------ | -------- | ------------ | -------- | ------------ | -------- | ------------ | ----- |
| ARG-1    | Marcello de Ridder Héctor Tomasi | Bob à 2    | 1 min 29 s 2 | 16       | 1 min 28 s 5 | 16       | 1 min 27 s 8 | 15       | 1 min 27 s 3 | 15       | 5 min 52 s 8 | 15    |

| Equipage | Athlètes                                                          | Discipline | Manche 1     | Manche 1 | Manche 2     | Manche 2 | Manche 3     | Manche 3 | Manche 4     | Manche 4 | Total        | Total |
| Equipage | Athlètes                                                          | Discipline | Temps        | Place    | Temps        | Place    | Temps        | Place    | Temps        | Place    | Temps        | Place |
| -------- | ----------------------------------------------------------------- | ---------- | ------------ | -------- | ------------ | -------- | ------------ | -------- | ------------ | -------- | ------------ | ----- |
| ARG-1    | Justo del Carril Salvador Correa Marcello de Ridder Héctor Tomasi | Bob à 4    | 1 min 20 s 5 | 12       | 1 min 23 s 4 | 12       | 1 min 24 s 5 | 12       | 1 min 24 s 5 | 10       | 5 min 32 s 9 | 12    |